# Le Nombril du monde
Pour les articles homonymes, voir Nombril du monde.
Pour plus de détails, voir Fiche technique et Distribution.
Le Nombril du monde est un film franco-tunisien réalisé par Ariel Zeitoun et sorti en 1993.

## Synopsis
L'histoire commence dans les années 1930 : Bajou, un jeune juif tunisien rondouillard, devient l'employé de Monsieur Scali, un riche propriétaire terrien. Le film suit l'ascension sociale de Bajou, qui devient comptable de Monsieur Scali avant de se mettre à son compte et de devenir un redoutable homme d'affaires. Enrichi pendant la Seconde Guerre mondiale, Bajou décide d'épouser Habiba, la fille de son ancien patron désormais ruiné.

## Fiche technique
- Titre : Le Nombril du monde
- Réalisation : Ariel Zeitoun
- Scénario : Ariel Zeitoun
- Musique : Goran Bregović
- Photographie : Éric Gautier
- Montage : Hugues Darmois
- Décors : Bernard Vézat
- Costumes : Édith Vesperini
- Pays d'origine :  France -  Tunisie
- Format : couleurs
- Genre : drame
- Durée : 145 minutes
- Date de sortie : 1993

## Distribution
- Michel Boujenah : Bajou
- Thomas Langmann : Marcel
- Delphine Forest : Habiba
- Roger Hanin : Scali
- Mustapha Adouani : Moktar
- Natacha Amal : Marie
- Souad Amidou : Amina
- Marie-José Nat : Oumi, la mère
- Hichem Rostom : Costa
- Victor Haïm : Paul Hadjej, le président du Consistoire
- Michaël Cohen : Henri Hadjej
- Marc Saez : Roland Boccara
- Olivier Sitruk : Marc
- Bruno Todeschini : Edmond
- Jean-Marie Winling : Chatel